# Bures-en-Bray
Bures-en-Bray település Franciaországban, Seine-Maritime megyében. Lakosainak száma 315 fő (2022. január 1.). Bures-en-Bray Croixdalle, Fresles, Mesnières-en-Bray, Mesnil-Follemprise és Osmoy-Saint-Valery községekkel határos.

## Népesség
A település népességének változása:
| Lakosok száma | 321  | 318  | 325  | 323  | 325  | 326  | 328  | 329  | 315  |
|               | 2013 | 2015 | 2016 | 2017 | 2018 | 2019 | 2020 | 2021 | 2022 |